# Багет Лаонез
Багет Лаонез или Багет Лаонне  (фр. Baguette laonnaise) — французский полумягкий сыр из коровьего молока с мытой коркой.
Также известен как Багет де Тьераш (фр. baguette de thiérache). Ближайший родственник другого мягкого сыра Маруаль.

## История
Считается, что Багет Лаонез был создан в 1940-х годах в городе Лан в Пикардии, однако по мнению ряда специалистов, он мог появиться после Первой Мировой войны.

## Изготовление
Багет Лаонез производится из цельного коровьего молока. Сыр выдерживается в сыром подвале в течение двух—четырёх месяцев, в период созревания корка сыра регулярно омывается рассолом. Вне зависимости от места изготовления, сыру придаётся форма бруска или багета.

## Описание
Головки сыра имеют форму кирпича (бруска или багета) длиной 15 сантиметров, шириной и высотой по 6 сантиметров. Вес традиционного бруска 450—500 грамм, однако выпускается и уменьшенная форма весом 250 грамм. Корочка сыра влажная оранжево-коричневого или красного цвета, с небольшими складками. Под коркой находится мягкая и блестящая мякоть.
Багет Лаонез обладает насыщенным ароматом и пряным вкусом, напоминающим вкус сыра Маруаль.
Употребляется в качестве самостоятельного блюда с красным вином или пивом.